# 山田泉
山田 泉（やまだ いずみ、1952年7月10日 - 1999年4月10日）は日本の作曲家である。桐朋学園大学短期大学部助教授、東京藝術大学作曲科非常勤講師を務めた。

## 経歴
- 1952年 東京で生まれる
- 1975年 東京藝術大学音楽学部作曲科卒業
- 1978年 カーネギー・ホールで作品が演奏される
- 1979年 東京藝術大学大学院作曲科博士課程修了
- 1988年 韓国最大の現代音楽祭パン・ムジーク・フェスティバルに招待され作品が演奏される
- 1989年 「同時代の音楽の夕」を企画・主催（ - 1991年、1995年）
- 1999年4月10日 死去。

## 主要作品
- 1973年 『レクィエムI "地獄草子"』（「三人の会」創立20周年記念NET作曲コンクール第1位）
- 1978年
  - 『チェロ協奏曲』
  - 『レクィエムII "天命癸卯年所々騒動留書"』（日本交響楽振興財団第1回作曲賞入選）
- 1980年 『鎮魂 戦場南』（全音楽譜出版社 刊）
- 1981年 『一つの素描 ヴァイオリンとオーケストラによる』
- 1982年 『煩厭的叙情三つ』（アカデミア・ミュージック 刊）
- 1984年 『一つの素描 ピアノとオーケストラによる』（全音楽譜出版社 刊）
- 1989年 『素描 ヴァイオリン・ソロと弦楽三重奏による』
- 1990年 『素描 ピアノ・ソロによる』
- 1991年 『一つの素描 ピアノとオーケストラによるII』（第2回芥川作曲賞受賞、全音楽譜出版社 刊）
- 1994年
  - 『十二の風景 ヴィオラとオーケストラによる』
  - 『十二の風景 ピアノ・ソロによる』
  - 『素描 ヴァイオリン・ソロによる』
- 1995年
  - 『透徹した時の中で フルートとハープによる』（スイスフルート協会：SFG 刊）
  - 『素描 ヴィオラ・ソロによる』（全音楽譜出版社 刊）
  - 『ヴォカリーズ 女声合唱のための』
  - 『透徹した時の中でII フルートと弦楽による』

## 参考資料
- 「音楽芸術」1998年11月号 100頁
- ブレーン株式会社 CD
- Schott Music
- 全音楽譜出版社